# Condado de Grande Prairie n.º 1
El condado de Grande Prairie n.º 1 es un distrito municipal canadiense situado en la provincia de Alberta.

## Superficie
Grande Prairie n.º 1 tiene una superficie de 5790,59 km².

## Demografía
En 2021, tenía 23 769 habitantes, una densidad poblacional de 4,1 hab./km², y 9075 viviendas.